# Marina Spadafora
Marina Spadafora (Bolzano, 3 maggio 1959) è una stilista italiana.

## Biografia e carriera
Proveniente da una famiglia che lavora nell'ambito della moda (la Spadafora S.p.A.), Marina Spadafora studia al Fashion Institute di Los Angeles (dove si diploma nel 1981), e lavora ad Hollywood come costumista. Qui incontra e sposa Sean Ferrer, figlio di Mel Ferrer e Audrey Hepburn. Nel 1982 lavora come aiutante della stilista Nancy Heller.
Nel 1984, disegna la sua prima collezione autunno\inverno Marina Spadafora prodotta da Spadafora S.p.A.. Nel 1987 realizza una collezione di maglieria che sfila a Milano, ed il cui successo le permette l'anno successivo di entrare nel settore del prêt-à-porter. Nel 1990 apre il suo primo showroom a Milano e nel 1991, viene invitata come ospite speciale della sfilata "L'abito oltre la Moda" a Venezia. Nel settembre 1996 Marina Spadafora apre la sua prima boutique monogriffe in via della Spiga a Milano, a cui ne segue una seconda nel maggio 1998 in via della Vigna Nuova a Firenze.
Dal 1997 affianca alle collezioni per donna, anche la moda uomo. In anni più recenti la produzione di Marina Spadafora si è espansa anche ai profumi ed agli occhiali da sole.
Nel corso degli anni Marina Spadafora ha saputo far riconoscere il proprio stile grazie all'abbandono dei cliche dell'industria della moda ed alla sperimentazione. Particolarmente celebre è rimasta una sua sfilata del 1994 in cui giovanissimi modelli e modelle sfilarono in abiti femminili, senza tener conto del sesso.
Marina Spadafora ha avuto tre figli, dal secondo marito, il regista Jordan Stone.